# Jan Halvardsson
Jan Halvardsson (* 26. Juli 1976) ist ein ehemaliger schwedischer Skispringer.

## Werdegang
Halvardsson, der für den Sysslebäcks IF startete, gab sein internationales Debüt in der Saison 1994/95 im Skisprung-Continental-Cup. Dabei konnte er jedoch nur sechs Punkte in der gesamten Saison erreichen und lag damit nur auf Rang 127 der Gesamtwertung. Auch in der Saison 1995/96 konnte er seine Leistungen nur leicht steigern, jedoch landete er erneut auf Rang 127. Nach einem weiteren Jahr im Continental Cup, gewann er bei den Schwedischen Meisterschaften 1997 den Titel von der Großschanze. Daraufhin bekam er für die Nordischen Skiweltmeisterschaften 1997 im norwegischen Trondheim einen Startplatz im schwedischen Team. Jedoch verpasste er als 50. von der Normal- und 55. von der Großschanze einen Sprung in die Weltspitze erneut deutlich. Trotz dieses Misserfolges gab Halvardsson nur wenige Tage nach der Weltmeisterschaft am 13. März 1997 in Falun sein Debüt im Skisprung-Weltcup. Als 64. verpasste er dabei deutlich den zweiten Durchgang. In der Saison 1997/98 startete er noch einmal beim Skifliegen in Vikersund und beim Einzelspringen in Falun. Dabei verpasste er in seinem letzten Weltcup als 36. nur knapp die Punkteränge.
Halvardsson lebt in Sysslebäck.

## Erfolge

### Continental-Cup-Platzierungen
| Saison  | Platz | Punkte |
| ------- | ----- | ------ |
| 1994/95 | 127.  | 06     |
| 1995/96 | 127.  | 16     |
| 1996/97 | 127.  | 01     |